# サム・ランメルス
サム・ランメルス（Sam Lammers、1997年4月30日 - ）は、オランダ・ティルブルフ出身のサッカー選手。レンジャーズFC所属。ポジションはフォワード。

## 経歴
2010年にヴィレムIIからPSVの下部組織に移籍し、2015年7月、クラブと3年間のプロ契約を結んだ。8月10日、エールステ・ディヴィジのゴー・アヘッド・イーグルス戦でプロデビュー。2016年8月8日、FCデン・ボス戦にて4得点を決めたが、これは、2部参入後のヨングPSVにおける史上初の4得点となった。
2016年9月21日、ローダJCとのKNVBカップでトップチームデビューし、2017年5月7日、FCフローニンゲン戦でトップチーム初ゴールを記録した。7月には、フィリップ・コクーによってトップチームへと昇格した。
2018年6月18日、2018-19シーズン終了までSCヘーレンフェーンにレンタル移籍した。
2020年9月22日、アタランタBCに完全移籍することが発表された。
2021年8月31日、2021-2022シーズン終了までアイントラハト・フランクフルトにレンタル移籍することが発表された。
2022年8月7日、2022-2023シーズン終了までエンポリFCにレンタル移籍することが発表された。
2023年1月、エンポリFCへのレンタルを打ち切り、UCサンプドリアにシーズン終了までレンタル移籍。